# Bosanska Kostajnica

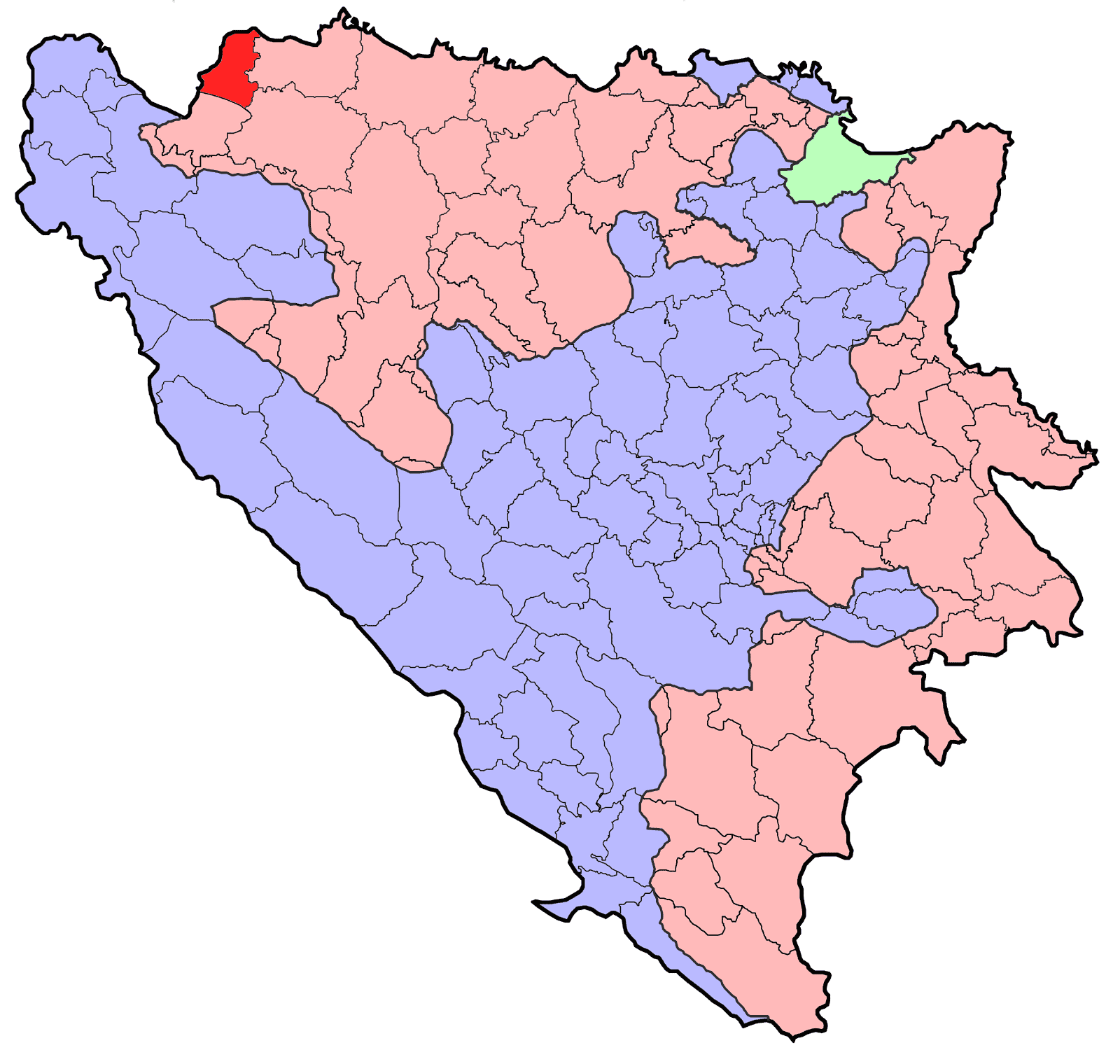
Poloha Bosanské Kostajnice na mapě země

Bosanska Kostajnica (srbsky Босанска Костаjница) je město v regionu Banja Luka v Bosně a Hercegovině. Žije zde 7874 obyvatel. Opština Bosanska Kostajnica se nachází v severozápadním cípu země na hranici s Chorvatskem, na řece Uně.
Jako město má dlouhou historii; osídlení zde je doloženo již z dob Římské říše, současný název se pak poprvé připomíná v roce 1258. Roku 1513 padla Kostajnica do rukou Osmanům, roku 1718 pak Rakušanům. Podle Bělehradského míru se však vrátila zpět roku 1738 pod správu Osmanské říše; řeka Una se stala hranicí mezi oběma impérii. Po první světové válce zde kvetl obchod. Během druhé světové války zde došlo k bojům a útokům Ustašovců na civilní obyvatelstvo. Stejně tak o dalších zhruba 50 let později za války v Jugoslávii docházelo k etnickým čistkám; tentokráte vládnoucích Srbů. Ti dokonce odstranili z názvu města přídavné jméno Bosanska. To mu však bylo nakonec v roce 2004 vráceno rozhodnutím Ústavního soudu.